# Temeraire - Il drago di sua maestà
Temeraire - Il drago di sua maestà è un romanzo fantasy del 2006, romanzo di debutto della scrittrice statunitense Naomi Novik.

## Trama
La vicenda ha inizio nel 1805, in piena guerra tra la Francia di Napoleone e l'Inghilterra. Si tratta di un mondo diverso dal nostro, dove i draghi convivono da sempre con gli uomini e vengono usati da questi ultimi come arma per le guerre. L'equipaggio della nave inglese Reliant cattura una fregata francese nella cui stiva viene trovato un uovo di drago che viene affidato al capitano Will Laurence che, una volta schiuso l'uovo, chiamerà il drago Temeraire. Temeraire si dimostrerà un ottimo combattente appartenente niente meno che alla razza di draghi più bella e rara esistente nel mondo.